# 英國鐵路車站列表

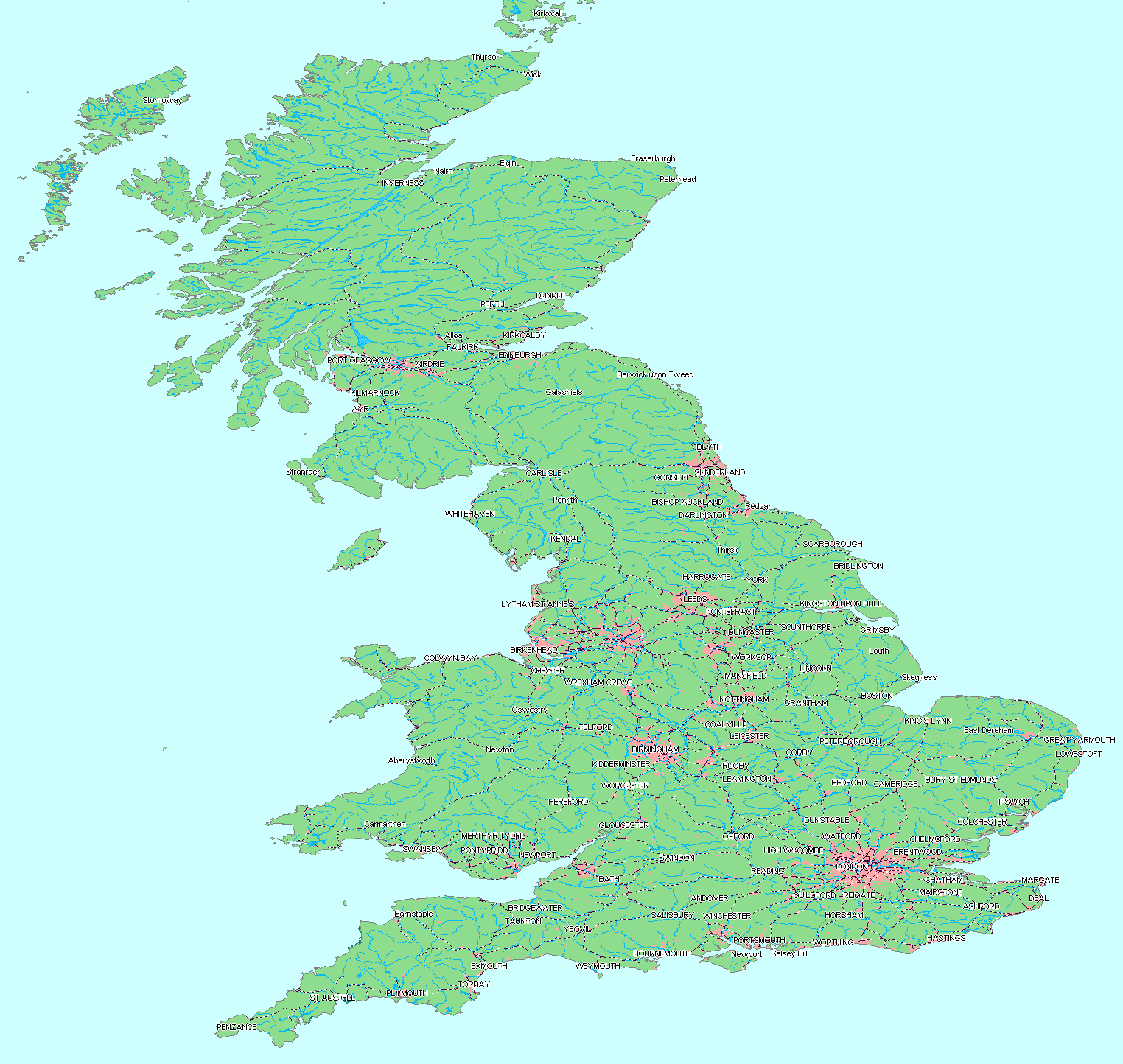
英國鐵路網地圖

本條目為英國的鐵路車站索引。

## 概況

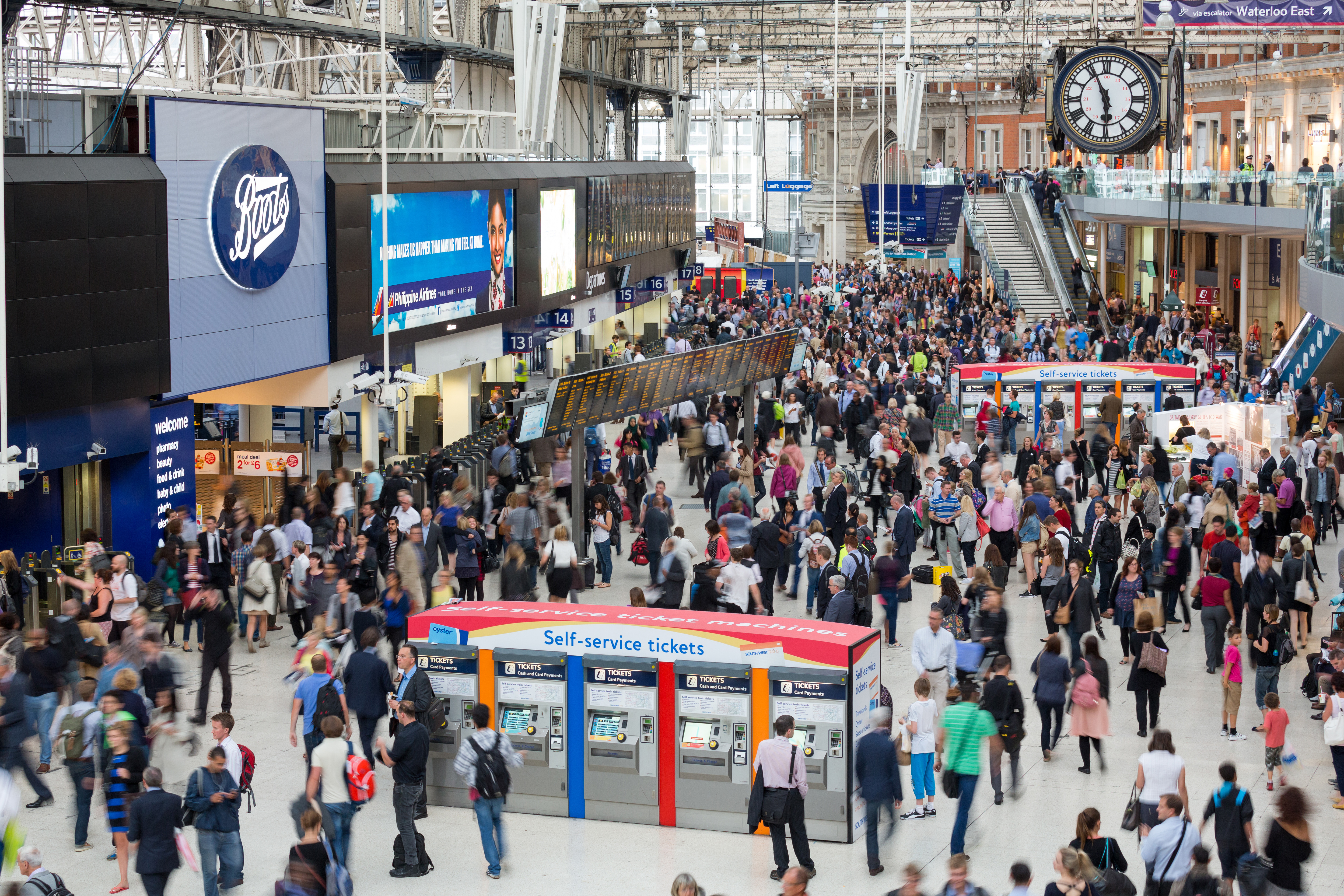
倫敦滑鐵盧車站是英國最繁忙的火車站。它也是全國占地面積最大、站台數量最多的車站

截至2023年，英國共有2,576座鐵路車站，該數據僅包括英國全國鐵路系統所屬車站，不包括倫敦地鐵及其他系統。最大的城市群（例如利物浦、伯明翰、布里斯托爾、卡迪夫、愛丁堡、格拉斯哥和曼徹斯特）通常有不止一個主要車站。倫敦是鐵路網絡的主要樞紐，18個車站共同組成倫敦車站群。然而，一些重要的鐵路樞紐站位於較小的城鎮，例如約克、克魯和伊利。

## 車站等級
英国交通部将英国全国铁路所属的2520座火车站分为6个等级（其中有两个等级再分为两个子等级）。这一评级方案于1996年做出，其中又有106座火车站在2009年被重新评级。

## 列表（依運量）
以下為英國運而最繁忙的前10大鐵路車站：
| 排名 | 車站名稱         | 年進出站人次 (百萬) 2017–18 | 年轉乘人次 (百萬) 2017–18 | 所在城市 | 月台數量 | 轉乘系統                                          | 圖片 |
| ---- | ---------------- | --------------------------- | ------------------------- | -------- | -------- | ------------------------------------------------- | ---- |
| 1    | 倫敦滑鐵盧車站   | 94.345                      | 5.859                     | 倫敦     | 24       | 倫敦地鐵                                          |      |
| 2    | 倫敦維多利亞車站 | 74.955                      | 6.126                     | 倫敦     | 19       | 倫敦地鐵                                          |      |
| 3    | 利物浦街車站     | 66.967                      | 3.790                     | 倫敦     | 18       | 倫敦地鐵 倫敦地上鐵 伦敦交通局铁路                |      |
| 4    | 倫敦橋站         | 48.453                      | 7.393                     | 倫敦     | 15       | 倫敦地鐵                                          |      |
| 5    | 尤斯頓車站       | 44.746                      | 4.073                     | 倫敦     | 18       | 倫敦地鐵 倫敦地上鐵                               |      |
| 6    | 伯明翰新街站     | 43.741                      | 6.870                     | 伯明翰   | 13       | 西米德蘭地鐵                                      |      |
| 7    | 斯特拉福德站     | 40.077                      | 4.556                     | 倫敦     | 21       | 倫敦地鐵 倫敦地上鐵 伦敦交通局铁路 碼頭區輕便鐵路 |      |
| 8    | 倫敦帕丁頓車站   | 36.578                      | 2.704                     | 倫敦     | 13       | 倫敦地鐵 伦敦交通局铁路                           |      |
| 9    | 聖潘克拉斯車站   | 34.622                      | 4.393                     | 倫敦     | 15       | 倫敦地鐵                                          |      |
| 10   | 倫敦國王十字車站 | 33.905                      | 4.687                     | 倫敦     | 12       | 倫敦地鐵                                          |      |

## 列表（依字母）
- 英國鐵路車站列表– A（英语：UK railway stations – A）
- 英國鐵路車站列表– B（英语：UK railway stations – B）
- 英國鐵路車站列表– C（英语：UK railway stations – C）
- 英國鐵路車站列表– D（英语：UK railway stations – D）
- 英國鐵路車站列表– E（英语：UK railway stations – E）
- 英國鐵路車站列表– F（英语：UK railway stations – F）
- 英國鐵路車站列表– G（英语：UK railway stations – G）
- 英國鐵路車站列表– H（英语：UK railway stations – H）
- 英國鐵路車站列表– I（英语：UK railway stations – I）
- 英國鐵路車站列表– J（英语：UK railway stations – J）
- 英國鐵路車站列表– K（英语：UK railway stations – K）
- 英國鐵路車站列表– L（英语：UK railway stations – L）
- 英國鐵路車站列表– M（英语：UK railway stations – M）
- 英國鐵路車站列表– N（英语：UK railway stations – N）
- 英國鐵路車站列表– O（英语：UK railway stations – O）
- 英國鐵路車站列表– P（英语：UK railway stations – P）
- 英國鐵路車站列表– Q（英语：UK railway stations – Q）
- 英國鐵路車站列表– R（英语：UK railway stations – R）
- 英國鐵路車站列表– S（英语：UK railway stations – S）
- 英國鐵路車站列表– T（英语：UK railway stations – T）
- 英國鐵路車站列表– U（英语：UK railway stations – U）
- 英國鐵路車站列表– V（英语：UK railway stations – V）
- 英國鐵路車站列表– W（英语：UK railway stations – W）